# Jet Westerhuis
Jet Westerhuis (Amstelveen, 23 augustus 1969) is een Nederlands zangeres, die sinds 2010 vooral optreedt onder de artiestennaam Jettie Pallettie.

## Biografie
Westerhuis groeide op in een muzikaal gezin waarvan de vader actief was in de jazz en de broer zich na het conservatorium specialiseerde als percussionist van vooral Braziliaanse muziek. Zelf zingt Westerhuis vooral populair repertoire. In 2008 bracht zij onder haar eigen naam het album Gewoon maar lekker leven uit, maar zonder veel succes. Op het album is ook het nummer Ik zit in een cafeetje te vinden, dat Westerhuis later uitbracht onder de naam Jettie Pallettie. De single verscheen in de Single Top 100 en later bracht zij meer nummers uit als Jettie Pallettie. In 2010 volgde het album Tutti Spagghettie.

### Jettie Pallettie
Rondom het bedachte artiesten-alter ego Jettie Pallettie werd een heel verhaal opgezet. Zo zou ze een kleindochter van een Italiaan zijn die eigenaar was van de Pizza Hut-keten. Haar vader zou een Italiaan zijn en haar moeder Noorse en in 1990 zou ze met hen naar Nederland zijn geëmigreerd. Ze zou dan aanvankelijk werkzaam zijn geweest als host in een van de Pizzahutzaken van haar grootvader. In 2009 zou ze haar baan in de horeca opgezegd hebben om fulltime als zangeres aan de slag te gaan. De informatie wordt als waar gepresenteerd op diverse internetsites.

## Discografie

### Albums
| Album met eventuele hitnotering(en) in de Nederlandse Album Top 100 | Datum van verschijnen | Datum van binnenkomst | Hoogste positie | Aantal weken | Opmerkingen |
| ------------------------------------------------------------------- | --------------------- | --------------------- | --------------- | ------------ | ----------- |
| Tutti spagghettie                                                   | 2010                  | 16-01-2010            | 42              | 7            |             |
| Koekoek & andere... koek                                            | 2011                  | -                     |                 |              |             |

| Album met hitnotering(en) in de Vlaamse Ultratop 200 albums | Datum van verschijnen | Datum van binnenkomst | Hoogste positie | Aantal weken | Opmerkingen   |
| ----------------------------------------------------------- | --------------------- | --------------------- | --------------- | ------------ | ------------- |
| Dubbel dik feest in de tent + Alle toeters & bellen!        | 2015                  | 25-07-2015            | 46              | 6            | Verzamelalbum |
| Pinten & patatten                                           | 2018                  | 05-05-2018            | 25              | 15           |               |

### Singles
| Single met eventuele hitnotering(en) in de Nederlandse Top 40 | Datum van verschijnen | Datum van binnenkomst | Hoogste positie | Aantal weken | Opmerkingen                 |
| ------------------------------------------------------------- | --------------------- | --------------------- | --------------- | ------------ | --------------------------- |
| Ik zit in een cafeetje                                        | 2008                  | -                     |                 |              | Nr. 73 in de Single Top 100 |
| Hey knull                                                     | 2008                  | -                     |                 |              | Nr. 42 in de Single Top 100 |
| Geef mij R 2                                                  | 2009                  | -                     |                 |              | Nr. 49 in de Single Top 100 |
| Wie z'n vrouwtje lief heeft                                   | 2009                  | -                     |                 |              | Nr. 45 in de Single Top 100 |
| Ben jij de man?                                               | 2010                  | -                     |                 |              | Nr. 46 in de Single Top 100 |
| Suikerbossie                                                  | 2010                  | -                     |                 |              | Nr. 59 in de Single Top 100 |
| Waar zijn de mannen?                                          | 2010                  | -                     |                 |              | Nr. 36 in de Single Top 100 |
| Sleetje rijden                                                | 2011                  | -                     |                 |              | Nr. 60 in de Single Top 100 |
| Spring maar achterop...!                                      | 2011                  | -                     |                 |              | Nr. 73 in de Single Top 100 |
| 'n Kus van u meneer XXX                                       | 2011                  | -                     |                 |              | Nr. 50 in de Single Top 100 |
| Koekoek...                                                    | 2012                  | -                     |                 |              | Nr. 61 in de Single Top 100 |
| Klepperdeklep                                                 | 2013                  | -                     |                 |              | Nr. 40 in de Single Top 100 |
| Walla walla bing beng                                         | 2014                  | -                     |                 |              | Nr. 50 in de Single Top 100 |

| Single met hitnotering(en) in de Vlaamse Ultratop 50 | Datum van verschijnen | Datum van binnenkomst | Hoogste positie | Aantal weken | Opmerkingen |
| ---------------------------------------------------- | --------------------- | --------------------- | --------------- | ------------ | ----------- |
| Hopeloos                                             | 2015                  | 15-08-2015            | tip87           | -            |             |
| Papa paparapapapa                                    | 2015                  | 07-11-2015            | tip59           | -            |             |
| Hee schat weet je dat                                | 2016                  | 30-01-2016            | tip             | -            |             |
| Ik ben Jettie!                                       | 2016                  | 30-07-2016            | tip             | -            |             |
| 's Nachts als niemand 't ziet                        | 2017                  | 11-02-2017            | tip             | -            |             |
| French can can                                       | 2017                  | 18-02-2017            | tip             | -            |             |
| Ronnie                                               | 2017                  | 02-12-2017            | tip             | -            |             |
| Cafeetje 3.0                                         | 2018                  | 19-05-2018            | tip             | -            |             |
| Afterparty (Pinten & patatten)                       | 2018                  | 01-09-2018            | tip             | -            |             |